# PDC World Darts Championship 1998

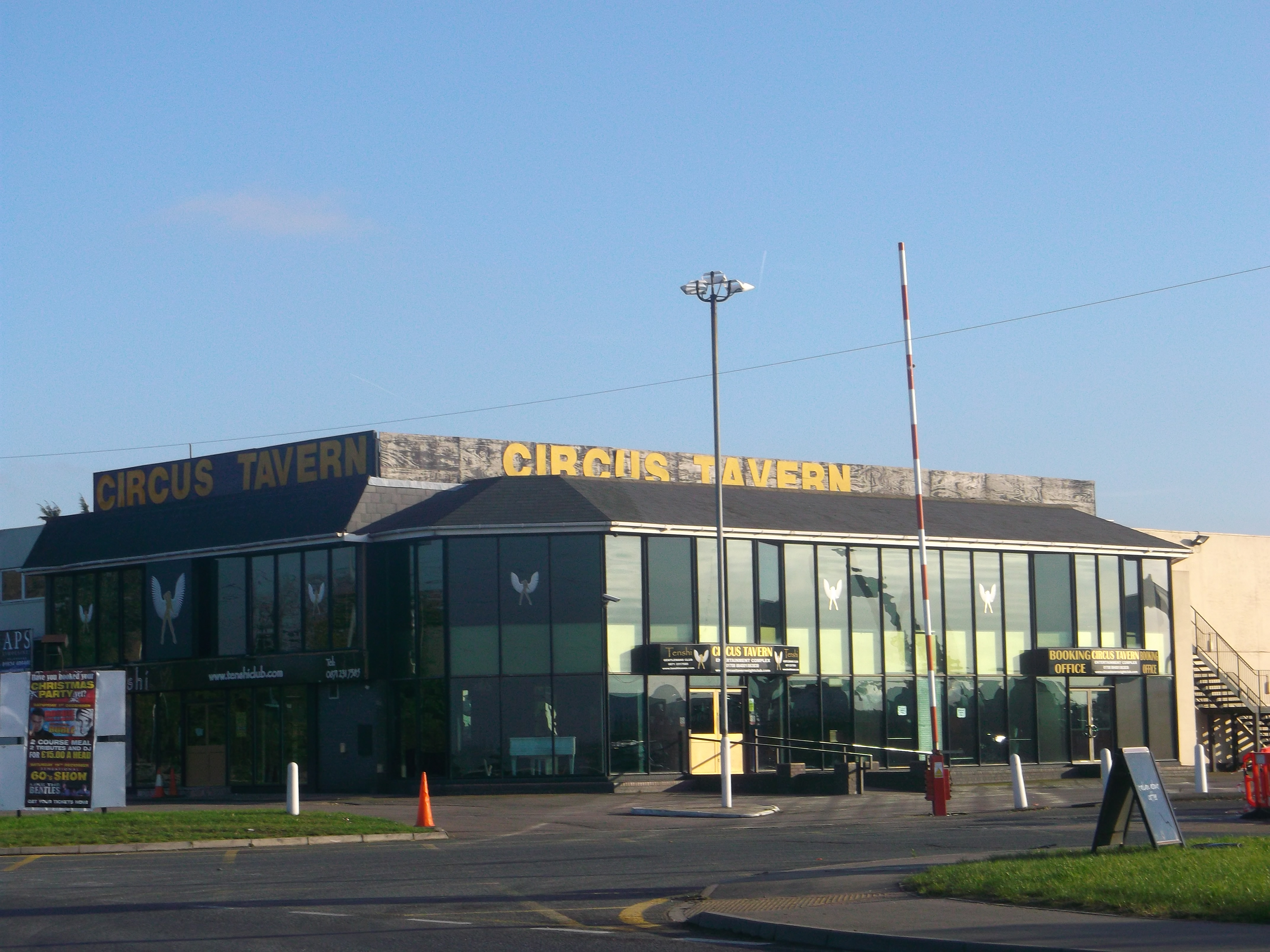
Die Circus Tavern in Purfleet, bis 2007 Austragungsort der PDC World Darts Championship

Die Skol World Darts Championship 1998 wurden vom 29. Dezember 1997 bis zum 4. Januar 1998 in Purfleet ausgetragen. Diese Weltmeisterschaft wurde von der PDC zum 5. Mal organisiert und fand wie in den vorherigen Jahren wieder in der Circus Tavern statt.
Titelverteidiger war Phil Taylor, der die letzten drei der insgesamt vier Weltmeisterschaften alle gewann. Im Finale traf er auf Dennis Priestley, der gegen Taylor mit 0:6 Sätzen verlor.

## Turnierverlauf
Das Teilnehmerfeld bestand aus 24 Spielern, die zunächst in acht Gruppen mit jeweils 3 Spielern antraten. Auf diese Gruppen waren die 8 besten Spieler der Setzliste aufgeteilt. Von jeder Gruppe qualifizierte sich der Erstplatzierte für die Finalrunde, wo fortan im K.-o.-System gespielt wurde.

## Debütanten
Es war der erste Auftritt von John Part in der Circus Tavern. Dem Kanadier sollte später noch zwei weitere Weltmeistertitel bei der PDC gewinnen
| Setzposition | Spieler        | Ergebnis      | Vorherige Teilnahmen bei der BDO |
| ------------ | -------------- | ------------- | -------------------------------- |
| Q            | John Part      | Gruppenphase  | 4 (1× Weltmeister)               |
| Q            | John Ferrell   | Gruppenphase  | nein                             |
| Q            | Mick Manning   | Gruppenphase  | nein                             |
| Q            | Harry Robinson | Viertelfinale | nein                             |

## Setzliste
| Nr. | Spieler          | Erreichte Runde |
| --- | ---------------- | --------------- |
| 01. | Phil Taylor      | Sieg            |
| 02. | Dennis Priestley | Finale          |
| 03. | Alan Warriner    | Vorrunde        |
| 04. | Peter Evison     | Viertelfinale   |

| Nr. | Spieler        | Erreichte Runde |
| --- | -------------- | --------------- |
| 05. | Rod Harrington | Halbfinale      |
| 06. | Keith Deller   | Halbfinale      |
| 07. | Peter Manley   | Viertelfinale   |
| 08. | Bob Anderson   | Vorrunde        |

## Preisgeld
Das Preisgeld wurde unter den Teilnehmern wie folgt verteilt:
| Position (Anzahl der Spieler) | Position (Anzahl der Spieler) | Preisgeld |
| ----------------------------- | ----------------------------- | --------- |
| Sieger                        | (1)                           | £ 20.000  |
| Finalist                      | (1)                           | £ 10.000  |
| Platz 3                       | (1)                           | £ 5.000   |
| Platz 4                       | (1)                           | £ 4.000   |
| Viertelfinalisten             | (4)                           | £ 3.000   |
| Verlierer der Vorrunde        | (16)                          | £ 1.500   |
| Höchstes Finish               | (1)                           | £ 1.500   |
| Position (Anzahl der Spieler) | Position (Anzahl der Spieler) | £ 72.500  |

## Ergebnisse

### Vorrunde

#### Gruppe A
| Rang | Name            | Sp | S | N | Sätze | +/- | Punkte |
| ---- | --------------- | -- | - | - | ----- | --- | ------ |
| 1    | (1) Phil Taylor | 2  | 2 | 0 | 6:0   | +6  | 4      |
| 2    | Dennis Smith    | 2  | 1 | 1 | 3:4   | −1  | 2      |
| 3    | Kevin Spiolek   | 2  | 0 | 2 | 1:6   | −5  | 0      |

29. Dezember – 1. Januar
| 83,05 (1) Phil Taylor | 3 – 0 | Kevin Spiolek 66,99 |
| 81,98 Dennis Smith    | 3 – 1 | Kevin Spiolek 81,21 |
| 96,96 (1) Phil Taylor | 3 – 0 | Dennis Smith 80,88  |

#### Gruppe B
| Rang | Name             | Sp | S | N | Sätze | +/- | Punkte |
| ---- | ---------------- | -- | - | - | ----- | --- | ------ |
| 1    | Shayne Burgess   | 2  | 2 | 0 | 6:0   | +6  | 4      |
| 2    | (8) Bob Anderson | 2  | 1 | 1 | 3:4   | −1  | 2      |
| 3    | Gerald Verrier   | 2  | 0 | 2 | 1:6   | −4  | 0      |

29. Dezember – 1. Januar
| 79,60 (8) Bob Anderson | 0 – 3 | Shayne Burgess 84,40 |
| 83,92 (8) Bob Anderson | 3 – 1 | Gerald Verrier 76,31 |
| 87,03 Shayne Burgess   | 3 – 0 | Gerald Verrier 80,07 |

#### Gruppe C
| Rang | Name               | Sp | S | N | Sätze | +/- | Punkte |
| ---- | ------------------ | -- | - | - | ----- | --- | ------ |
| 1    | (5) Rod Harrington | 2  | 2 | 0 | 6:2   | +4  | 4      |
| 2    | Jamie Harvey       | 2  | 1 | 1 | 5:3   | +2  | 2      |
| 3    | John Ferrell       | 2  | 0 | 2 | 0:6   | −6  | 0      |

29. Dezember – 1. Januar
| 89,61 (5) Rod Harrington | 3 – 2 | Jamie Harvey 88,31 |
| 89,47 Jamie Harvey       | 3 – 0 | John Ferrell 77,55 |
| 81,79 (5) Rod Harrington | 3 – 0 | John Ferrell 78,62 |

#### Gruppe D
| Rang | Name             | Sp | S | N | Sätze | +/- | Punkte |
| ---- | ---------------- | -- | - | - | ----- | --- | ------ |
| 1    | (4) Peter Evison | 2  | 2 | 0 | 6:2   | +4  | 4      |
| 2    | John Part        | 2  | 1 | 1 | 5:4   | +1  | 2      |
| 3    | Paul Lim         | 2  | 0 | 2 | 1:6   | −5  | 0      |

29. Dezember – 1. Januar
| 85,61 (4) Peter Evison | 3 – 2 | John Part 85,31 |
| 74,82 Paul Lim         | 1 – 3 | John Part 81,43 |
| 82,97 (4) Peter Evison | 3 – 0 | Paul Lim 84,29  |

#### Gruppe E
| Rang | Name                 | Sp | S | N | Sätze | +/- | Punkte |
| ---- | -------------------- | -- | - | - | ----- | --- | ------ |
| 1    | (2) Dennis Priestley | 2  | 2 | 0 | 6:0   | +6  | 4      |
| 2    | Steve Raw            | 2  | 1 | 1 | 3:3   | 0   | 2      |
| 3    | Eric Bristow         | 2  | 0 | 2 | 0:6   | −6  | 0      |

29. Dezember – 1. Januar
| 96,87 (2) Dennis Priestley | 3 – 0 | Steve Raw 82,01    |
| 78,74 Eric Bristow         | 0 – 3 | Steve Raw 86,53    |
| 85,82 (2) Dennis Priestley | 3 – 0 | Eric Bristow 81,53 |

#### Gruppe F
| Rang | Name             | Sp | S | N | Sätze | +/- | Punkte |
| ---- | ---------------- | -- | - | - | ----- | --- | ------ |
| 1    | (7) Peter Manley | 2  | 2 | 0 | 6:0   | +6  | 4      |
| 2    | Gary Mawson      | 2  | 1 | 1 | 3:3   | 0   | 2      |
| 3    | John Lowe        | 2  | 0 | 2 | 0:6   | −6  | 0      |

29. Dezember – 1. Januar
| 91,36 (7) Peter Manley | 3 – 0 | Gary Mawson 86,57 |
| 67,38 John Lowe        | 0 – 3 | Gary Mawson 76,83 |
| 90,88 (7) Peter Manley | 3 – 0 | John Lowe 79,63   |

#### Gruppe G
| Rang | Name             | Sp | S | N | Sätze | +/- | Punkte |
| ---- | ---------------- | -- | - | - | ----- | --- | ------ |
| 1    | (6) Keith Deller | 2  | 1 | 1 | 5:4   | +1  | 2      |
| 2    | Graeme Stoddart  | 2  | 1 | 1 | 4:3   | +1  | 2      |
| 3    | Mick Manning     | 2  | 1 | 1 | 3:5   | −2  | 2      |

29. Dezember – 1. Januar
| 77,82 (6) Keith Deller | 2 – 3 | Mick Manning 79,18    |
| 85,13 (6) Keith Deller | 3 – 1 | Graeme Stoddart 81,66 |
| 69,58 Mick Manning     | 0 – 3 | Graeme Stoddart 79,69 |

#### Gruppe H
| Rang | Name              | Sp | S | N | Sätze | +/- | Punkte |
| ---- | ----------------- | -- | - | - | ----- | --- | ------ |
| 1    | Harry Robinson    | 2  | 1 | 1 | 5:3   | +2  | 2      |
| 2    | (3) Alan Warriner | 2  | 1 | 1 | 3:4   | −1  | 2      |
| 3    | Steve Brown       | 2  | 1 | 1 | 4:5   | −1  | 2      |

29. Dezember – 1. Januar
| 85,28 (3) Alan Warriner | 0 – 3 | Harry Robinson 83,66 |
| 81,31 (3) Alan Warriner | 3 – 1 | Steve Brown 78,93    |
| 82,86 Steve Brown       | 3 – 2 | Harry Robinson 76,00 |

### Finalrunde
| Viertelfinale (Best of 7 Sets) 2. Januar | Viertelfinale (Best of 7 Sets) 2. Januar | Viertelfinale (Best of 7 Sets) 2. Januar |    |                            | Halbfinale (Best of 9 Sets) 3. Januar | Halbfinale (Best of 9 Sets) 3. Januar | Halbfinale (Best of 9 Sets) 3. Januar |                        |                  | Finale (Best of 11 Sets) 4. Januar | Finale (Best of 11 Sets) 4. Januar | Finale (Best of 11 Sets) 4. Januar |
|                                          |                                          |                                          |    |                            |                                       |                                       |                                       |                        |                  |                                    |                                    |                                    |
| A1                                       | Phil Taylor (1) 101,85                   | 4                                        |    |                            |                                       |                                       |                                       |                        |                  |                                    |                                    |                                    |
| B1                                       | Shayne Burgess 85,42                     | 0                                        |    |                            |                                       |                                       |                                       |                        |                  |                                    |                                    |                                    |
|                                          |                                          |                                          | A1 | Phil Taylor (1) 103,08     | 5                                     |                                       |                                       |                        |                  |                                    |                                    |                                    |
|                                          |                                          |                                          |    | C1                         | Rod Harrington (5) 98,01              | 2                                     |                                       |                        |                  |                                    |                                    |                                    |
| C1                                       | Rod Harrington (5) 94,54                 | 4                                        |    |                            |                                       |                                       |                                       |                        |                  |                                    |                                    |                                    |
| D1                                       | Peter Evison (4) 84,34                   | 0                                        |    |                            |                                       |                                       | Endspiel                              | Endspiel               | Endspiel         |                                    |                                    |                                    |
|                                          |                                          |                                          | A1 | Phil Taylor (1) 103,99     | 6                                     |                                       |                                       |                        |                  |                                    |                                    |                                    |
|                                          |                                          |                                          |    | E1                         | Dennis Priestley (2) 90,75            | 0                                     |                                       |                        |                  |                                    |                                    |                                    |
| E1                                       | Dennis Priestley (2) 88,10               | 4                                        |    |                            |                                       |                                       |                                       |                        |                  |                                    |                                    |                                    |
| F1                                       | Peter Manley (7) 88,91                   | 3                                        |    |                            |                                       |                                       |                                       |                        |                  |                                    |                                    |                                    |
|                                          |                                          |                                          | E1 | Dennis Priestley (2) 87,14 | 5                                     |                                       |                                       |                        |                  |                                    |                                    |                                    |
|                                          |                                          |                                          |    | G1                         | Keith Deller (6) 79,36                | 1                                     |                                       | Spiel um Platz 3       | Spiel um Platz 3 | Spiel um Platz 3                   |                                    |                                    |
| G1                                       | Keith Deller (6) 79,22                   | 4                                        |    |                            |                                       | C1                                    | Rod Harrington (5) 90,00              | 4                      |                  |                                    |                                    |                                    |
| H1                                       | Harry Robinson 81,09                     | 1                                        |    |                            |                                       |                                       | G1                                    | Keith Deller (6) 81,69 | 1                |                                    |                                    |                                    |
|                                          |                                          |                                          |    |                            |                                       |                                       |                                       |                        |                  |                                    |                                    |                                    |

|  |  |
|  |  |

## Statistiken

### Teilnehmer pro Land und Runde
|               | ENG | USA | CAN | SCO | Gesamt |
| ------------- | --- | --- | --- | --- | ------ |
| Finale        | 2   | 0   | 0   | 0   | 2      |
| Halbfinale    | 4   | 0   | 0   | 0   | 4      |
| Viertelfinale | 8   | 0   | 0   | 0   | 8      |
| Gruppenphase  | 17  | 5   | 1   | 1   | 24     |
| Gesamt        | 17  | 5   | 1   | 1   | 24     |

### Höchste Averages

#### Spieler in einem Match
Die Tabelle nennt alle Spieler, die in einem Match einen Average von mindestens 100 erzielten. Bei mehrfach vertretenen Spielern wird dies durch die Zahl in Klammern angegeben.
| # | Spieler         | Runde         | Average | Ergebnis |
| - | --------------- | ------------- | ------- | -------- |
| 1 | Phil Taylor (1) | Finale        | 103,99  | Sieg     |
| 2 | Phil Taylor (2) | Halbfinale    | 103,08  | Sieg     |
| 3 | Phil Taylor (3) | Viertelfinale | 101,85  | Sieg     |

#### Matches mit höchstem Gesamtaverage
Die Tabelle nennt alle Matches, in denen die addierten Averages beider Spieler mindestens 200 ergeben.
| # | Sieger               | Gegner                 | Addierte Averages | Runde      |
| - | -------------------- | ---------------------- | ----------------- | ---------- |
| 1 | Phil Taylor (103,08) | Rod Harrington (98,01) | 201,09            | Halbfinale |